# Opera Națională Română din Iași

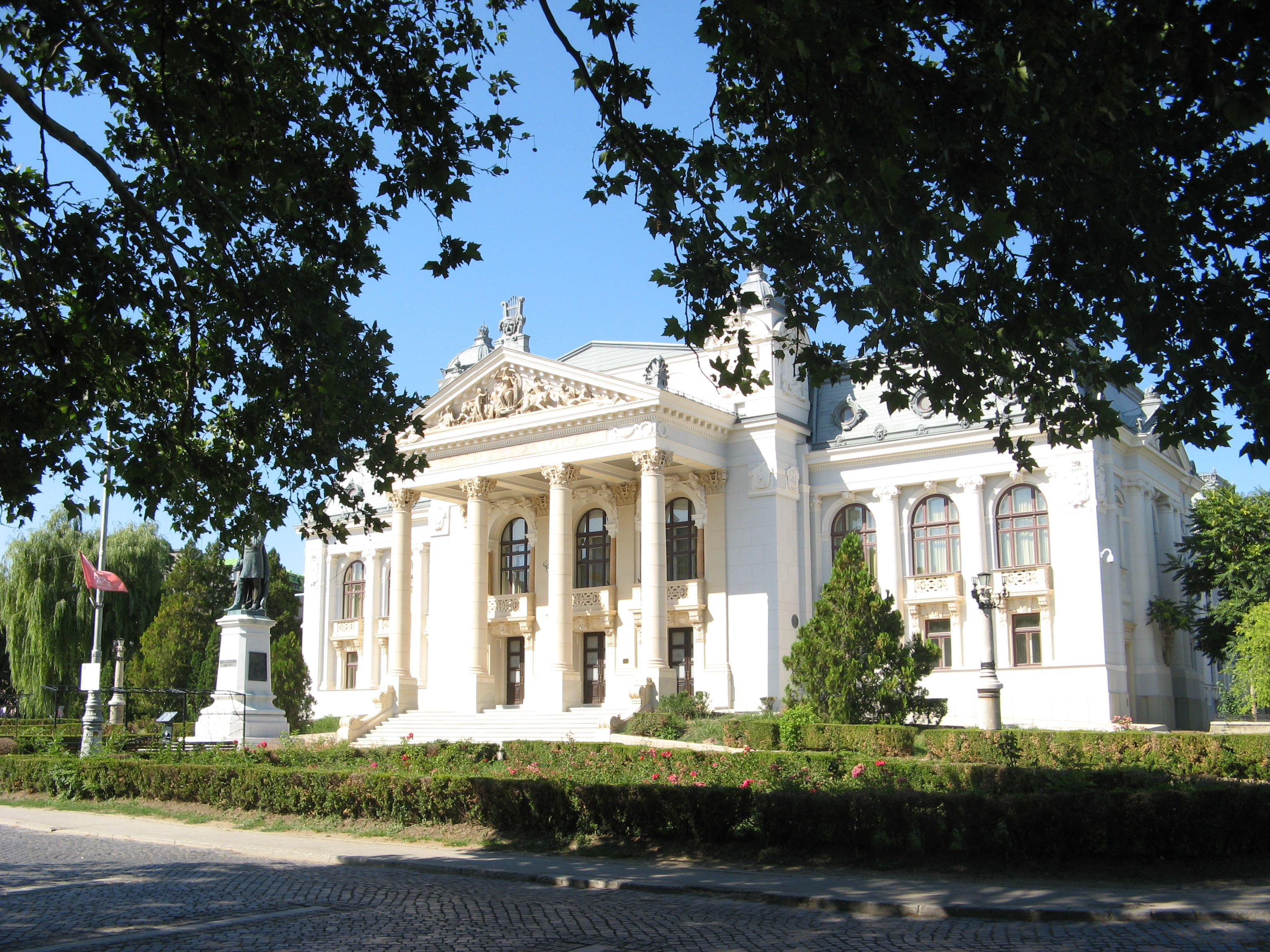

Opera Națională Română Iași este una din cele patru Opere naționale din România.
A fost înființată pe 1 ianuarie 1956 sub titulatura de Opera de Stat din Iași.
Din anul 1974 a primit denumirea de Opera Română Iași, iar la 8 iulie 2003 a primit statutul de instituție națională, devenind Opera Națională Română din Iași.
Opera Națională Română din Iași își desfășoară activitatea, ca instituție publică, cu personalitate juridică, aflată în subordinea Ministerului Culturii și Cultelor, în clădirea Teatrului Național, construit în 1896, după un proiect al arhitecților austrieci Fellner și Helmer, cei care au proiectat și operele din Viena, Zurich, Odesa, Zagreb, Cluj, etc. Sala are 740 de locuri, din care 390 în stal, 108 la lojă și 242 la balcon.